# حشره‌خوار اوسامبارا
 حشره‌خوار اوسامبارا (نام علمی: Crocidura usambarae) نام یک گونه از سرده حشره‌خوارهای دندان‌سفید است.